# Eriochloa meyeriana
Eriochloa meyeriana är en gräsart som först beskrevs av Christian Gottfried Daniel Nees von Esenbeck, och fick sitt nu gällande namn av Pilg.. Eriochloa meyeriana ingår i släktet Eriochloa och familjen gräs. Utöver nominatformen finns också underarten E. m. grandiglumis.